# Ichneumon suspiciosus
Ichneumon suspiciosus är en stekelart som beskrevs av Wesmael 1845. Ichneumon suspiciosus ingår i släktet Ichneumon och familjen brokparasitsteklar. Arten är reproducerande i Sverige. Inga underarter finns listade i Catalogue of Life.